# Districte de Guna
El districte de Guna és una divisió administrativa de Madhya Pradesh, Índia. La capital és Guna (Goona). Té una població de 976.596 habitants (cens del 2001) i una superfície de 6.485 km². Els rius principals són el riu Sind que forma el límit amb el districte d'Ashoknagar, i el riu Parbati que forma el límit amb el districte de Baran.
Administrativament està format per cinc tehsils i 5 blocks; aquestos darrers són:
- Bamori
- Guna
- Raghogarh
- Chanchoda o Chachaura
- Aron

Fins al 2003 estava format per 9 tehsils (4 van integrar el districte d'Ashoknagar, que eren Ashoknagar, Isagarh
Chanderi i Mungaoli) però des d'aquesta data són 4 subdivisions i 5 tehsils:
- Guna
  - Guna
- Aron
  - Aron
- Raghogarh
  - Raghogarh
  - Kumbhraj
- Chanchoda o Chachaura
  - Chanchoda o Chachaura

Hi ha cinc ciutats i 1364 pobles.

## Història
El districte de Guna es va crear el 28 de maig de 1948 quan es va formar l'estat de Madhya Bharat, reorganitzat com Madhya Pradesh l'1 de novembre de 1956. El 15 d'agost de 2003 el districte va quedar dividit, separant-se una part a l'est que va formar el nou districte d'Ashoknagar.